# (20276) 1998 FO42
A (20276) 1998 FO42 a Naprendszer kisbolygóövében található aszteroida. A LINEAR projekt keretében fedezték fel 1998. március 20-án.